# Laevicephalus pravus
Laevicephalus pravus är en insektsart som beskrevs av Delong 1937. Laevicephalus pravus ingår i släktet Laevicephalus och familjen dvärgstritar. Inga underarter finns listade i Catalogue of Life.